# (34031) Fukumitsu
2000 OU26 (asteroide 34031) é um asteroide da cintura principal. Possui uma excentricidade de 0.17310300 e uma inclinação de 2.07674º.
Este asteroide foi descoberto no dia 23 de julho de 2000 por LINEAR em Socorro.